# Viktor Gefäll
Josef Viktor Gefäll (* zwischen 1895 und 1898; † Juli 1916 in Cholm, Russisches Kaiserreich) war ein österreichischer Fußballspieler auf der Position des Torwarts.

## Biographie
Viktor Gefäll wuchs als einziger Sohn einer Witwe auf und bestand mit Erfolg die Matura.
Gefäll ging aus der Jugend des Wiener Amateur-Sportvereins hervor und debütierte am 16. Mai 1915 debütierte bei der 1:2-Niederlage gegen den Wiener AF als vierter Kriegstorhüter nach Wilhelm Meisl, Alexander Frey und Miklos Belhazy für die Kampfmannschaft der Amateure in der Meisterschaft. Seinen 12. und gleichzeitig letzten Meisterschaftseinsatz hatte er am 19. Dezember 1915 bei der 2:7-Niederlage gegen den SpC Rudolfshügel. Vom Heer eingezogen, wurde Gefäll Ende Juni oder Anfang Juli 1916 an der russischen Front in Galizien schwer verwundet, ein Granatschuss hatte ihm das Bein abgerissen. Der 18- oder 20-jährige Kadettaspirant starb einige Tage später (vor dem 8. Juli) im Feldlazarett von Cholm an den Folgen seiner erlittenen Verletzung.